# Hermann Able
Hermann Able (* 7. Februar 1930 in Heilbronn; † 21. Juni 2013) war ein als Weinpoet bekannter deutscher Weingärtner und Dichter. Er schrieb zahlreiche Gedichte vor allem zum Thema Wein, die unter anderem in Zeitungen erschienen und in mehreren Bänden gesammelt wurden.

## Leben
Able entstammte einer alten Heilbronner Weingärtnerfamilie, die schon seit 1456 in Heilbronn ansässig ist. Als er neun Jahre alt war, starb sein Vater, so dass seine Mutter die Familie und ihren Weinbaubetrieb ohne Ehemann durch die Kriegszeit bringen musste.
Von 1940 bis 1944 besuchte Hermann Able die Heilbronner Knabenmittelschule, zunächst an der Allee, ab 1942 im Gebäude der Dammschule. Nach Ende des Zweiten Weltkrieges musste er in den Weinbergen mithelfen und übernahm schließlich den Betrieb, den er zusammen mit seiner 1956 angetrauten Ehefrau Margret, geb. Rechkemmer, bewirtschaftete. Aus der Ehe gingen vier Kinder hervor, darunter der Sohn Martin, der das Weingut Able übernahm.
Hermann Able fing schon als Kind zu dichten an. 1939 veröffentlichte die Tageszeitung Heilbronner Tagblatt auf ihrer Kinderseite erstmals ein Gedicht Ables, das mit dem Jägerhaus ein lokales Thema behandelte. In der Nachkriegszeit war er bei der Landjugend-Winzergruppe und beim Heilbronner Männergesangverein Urbanus mit dessen Dirigenten Robert Edler aktiv, wo er bei Veranstaltungen Gedichte vortrug. Edler vertonte später zwei Gedichte Ables und bat ihn, die Texte für eine Kantate mit dem Titel Natur und Mensch zu schreiben.
In den auf die Nachkriegszeit folgenden Jahrzehnten konzentrierte sich Able auf Familie und Betrieb und schrieb nur gelegentlich Gedichte, die aber immer wieder auch veröffentlicht wurden. Erst nach der Übergabe des Betriebes an seinen Sohn schrieb er mehr, neben Gedichten auch Erzählungen, Sachtexte und Sprüche zum Thema Wein, die bei entsprechenden Anlässen gerne von Weinköniginnen und Weinbaufunktionären zitiert werden. Am bekanntesten wurde sein Gedicht Rebenblüte, das in zahlreichen Zeitungen und Fachzeitschriften abgedruckt und auch als Postkarte in Umlauf gebracht wurde. Für jeden Weinjahrgang ab 1976 schrieb Able ein Jahrgangsgedicht. Ab 1987 veranstaltete er auch literarische Weinkollegs, die eine Weinprobe mit literarischen Themen verbanden und ab 1999 meist in der Weinvilla stattfanden.

## Auszeichnungen
Able erhielt 1981 die Goldene Ehrennadel und 2004 den Ehrenpokal des Weinbauverbandes Württemberg. 2012 erhielt er die Staatsmedaille in Silber des Landes Baden-Württemberg. Außerdem erhielt er am 27. März 1996 von Oberbürgermeister Manfred Weinmann die Goldene Münze der Stadt Heilbronn.

## Werke
- Poesie der Rebe und des Weins. Klassische und zeitgenössische Gedichte. Jahrbuch-Verlag, Weinsberg 1984
- Ein König ist der Wein. Jahrbuch-Verlag, Weinsberg 1986
- Asphalt und Jasmin. Zeitgenössische Gedichte und Novelle. Jahrbuch-Verlag, Weinsberg 1990
- Mit Poesie durchs Rebenjahr. Gedichte. Arbogast, Otterbach 1992
- Wenn die Trauben reifen. Die schönste Jahreszeit in Prosa und Versen. Jahrbuch-Verlag, Weinsberg 1998
- Poesie zwischen den Rebzeilen. Lebenserinnerungen eines schwäbischen Weingärtners und Weinpoeten. Able, Heilbronn 2011